# Denis Kornilov
Denis Kornilov (Nizjni Novgorod, 17 augustus 1986) is een Russisch schansspringer. Hij nam viermaal deel aan de Olympische Winterspelen.

## Carrière
Kornilov maakte zijn debuut in de wereldbeker reeds als zeventienjarige in het seizoen 2003/2004. Bij zijn eerste wereldbekerwedstrijd in Engelberg werd hij 18e. In 2006 nam Kornilov een eerste keer aan de Olympische winterspelen. Hij eindigde 34e op normale schans en 33e op de grote schans. Met het Russische team eindigde hij 8e in de landenwedstrijd op de grote schans. Op 10 februari 2007 behaalde Kornilov zijn eerste top-10 plaats in een wereldbekerwedstrijd met een 7e plaats in Willingen.
In de zomer van 2009 eindigde Kornilov 4e in de eindstand van de Grand Prix schansspringen 2009. Ook in 2010 nam Kornilov deel aan de Olympische winterspelen. Ditmaal eindigde hij 26e op de normale schans, 35e op de grote schans en 10e in de landenwedstrijd op de grote schans.
Bij het schansspringen op de Olympische Winterspelen 2014 in het Russische Sotsji eindigde hij 48e op normale schans, 31e op de grote schans en 9e in de landenwedstrijd op de grote schans.

## Belangrijkste resultaten

### Olympische Winterspelen
| Jaar | Plaats      | Resultaten                                                           |
| ---- | ----------- | -------------------------------------------------------------------- |
| 2006 | Turijn      | 34e normale schans 33e grote schans 8e landenwedstrijd grote schans  |
| 2010 | Vancouver   | 26e normale schans 35e grote schans 10e landenwedstrijd grote schans |
| 2014 | Sotsji      | 48e normale schans 31e grote schans 9e landenwedstrijd grote schans  |
| 2018 | Pyeongchang | 24e normale schans 29e grote schans 7e landenwedstrijd grote schans  |

### Wereldkampioenschappen schansspringen
| Jaar | Plaats        | Resultaten                                                                                            |
| ---- | ------------- | --- |
| 2005 | Oberstdorf    | 39e normale schans 26e grote schans 5e landenwedstrijd normale schans 6e landenwedstrijd grote schans |
| 2007 | Sapporo       | 23e normale schans 47e grote schans 6e landenwedstrijd grote schans                                   |
| 2009 | Liberec       | 20e normale schans 22e grote schans 9e landenwedstrijd grote schans                                   |
| 2011 | Oslo          | 16e normale schans 32e grote schans 9e landenwedstrijd normale schans                                 |
| 2013 | Val di Fiemme | 32e grote schans 9e landenwedstrijd normale schans 9e landenwedstrijd grote schans                    |
| 2015 | Falun         | 27e grote schans 7e landenwedstrijd grote schans                                                      |
| 2017 | Lahti         | 29e normale schans 29e grote schans 6e landenwedstrijd normale schans 9e landenwedstrijd grote schans |
| 2019 | Seefeld       | 9e Team HS130                                                                                         |

### Wereldkampioenschappen skivliegen
| Jaar | Plaats          | Resultaten                                   |
| ---- | --------------- | -------------------------------------------- |
| 2004 | Planica         | 27e individuele wedstrijd 7e landenwedstrijd |
| 2006 | Kulm            | 39e individuele wedstrijd 7e landenwedstrijd |
| 2008 | Oberstdorf      | 26e individuele wedstrijd 5e landenwedstrijd |
| 2012 | Vikersund       | 22e individuele wedstrijd 9e landenwedstrijd |
| 2014 | Harrachov       | 35e individuele wedstrijd                    |
| 2016 | Bad Mitterndorf | 29e individuele wedstrijd 8e landenwedstrijd |
| 2018 | Oberstdorf      | 19e individuele wedstrijd 7e landenwedstrijd |

### Wereldbeker
Eindklasseringen
| Seizoen   | Algm | SV  | 4S  | NT  | RAW |
| --------- | ---- | --- | --- | --- | --- |
| 2003/2004 | 63e  |     | 65e | -   |     |
| 2004/2005 | 56e  |     | –   | 58e |     |
| 2005/2006 | 45e  |     | 31e | 30e |     |
| 2006/2007 | 19e  |     | 18e | 18e |     |
| 2007/2008 | 22e  |     | 24e | 38e |     |
| 2008/2009 | 30e  | 31e | 30e | 50e |     |
| 2009/2010 | 60e  | 27e | 33e | 44e |     |
| 2010/2011 | 36e  | 34e | 27e |     |     |
| 2011/2012 | 20e  | 27e | 15e |     |     |
| 2012/2013 | 32e  | 31e | 36e |     |     |
| 2013/2014 | 57e  | -   | 39e |     |     |
| 2014/2015 | 73e  | -   | -   |     |     |
| 2015/2016 | 62e  | -   | 38e |     |     |
| 2016/2017 | 39e  | 33e | 41e |     | -   |
| 2017/2018 | 42e  | 30e | 45e |     | 23e |
| 2019/2020 | -    | -   | -   |     | 51e |

### Grand-Prix
Eindklasseringen
| Jaar | Plaats |
| ---- | ------ |
| 2005 | 44e    |
| 2006 | 21e    |
| 2007 | 14e    |
| 2008 | 25e    |
| 2009 | 4e     |
| 2010 | 24e    |
| 2011 | 14e    |
| 2012 | 75e    |
| 2013 | 25e    |
| 2014 | 52e    |
| 2015 | 16e    |
| 2016 | 30e    |
| 2017 | 12e    |
| 2018 | 58e    |